# Brammer
Brammer là một đô thị thuộc quận Rendsburg-Eckernförde, bang Schleswig-Holstein.